# 실리콘 파워
실리콘 파워 컴퓨터 & 커뮤니케이션즈 주식회사(Silicon Power Computer & Communications Incorporated), 일반적으로 실리콘 파워(Silicon Power) 또는 SP로 불리는 이 회사는 플래시 메모리 카드, USB 플래시 드라이브, 휴대용 하드 드라이브, DRAM 모듈, 카드 리더기, 솔리드 스테이트 드라이브, USB 어댑터, 기타 산업용 컴퓨터 제품을 포함한 플래시 메모리 제품의 국제 브랜드이자 중화민국 기반 제조업체이다.

## 개요

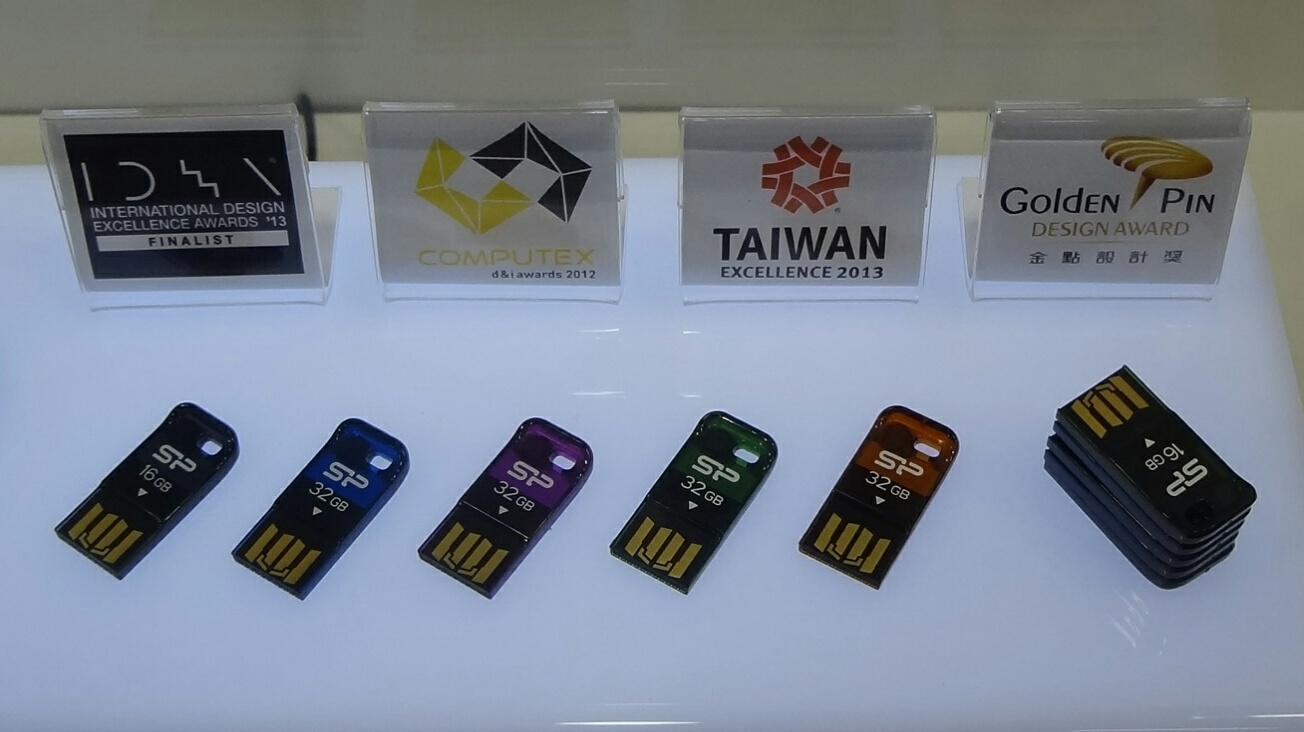
실리콘 파워 터치 T02

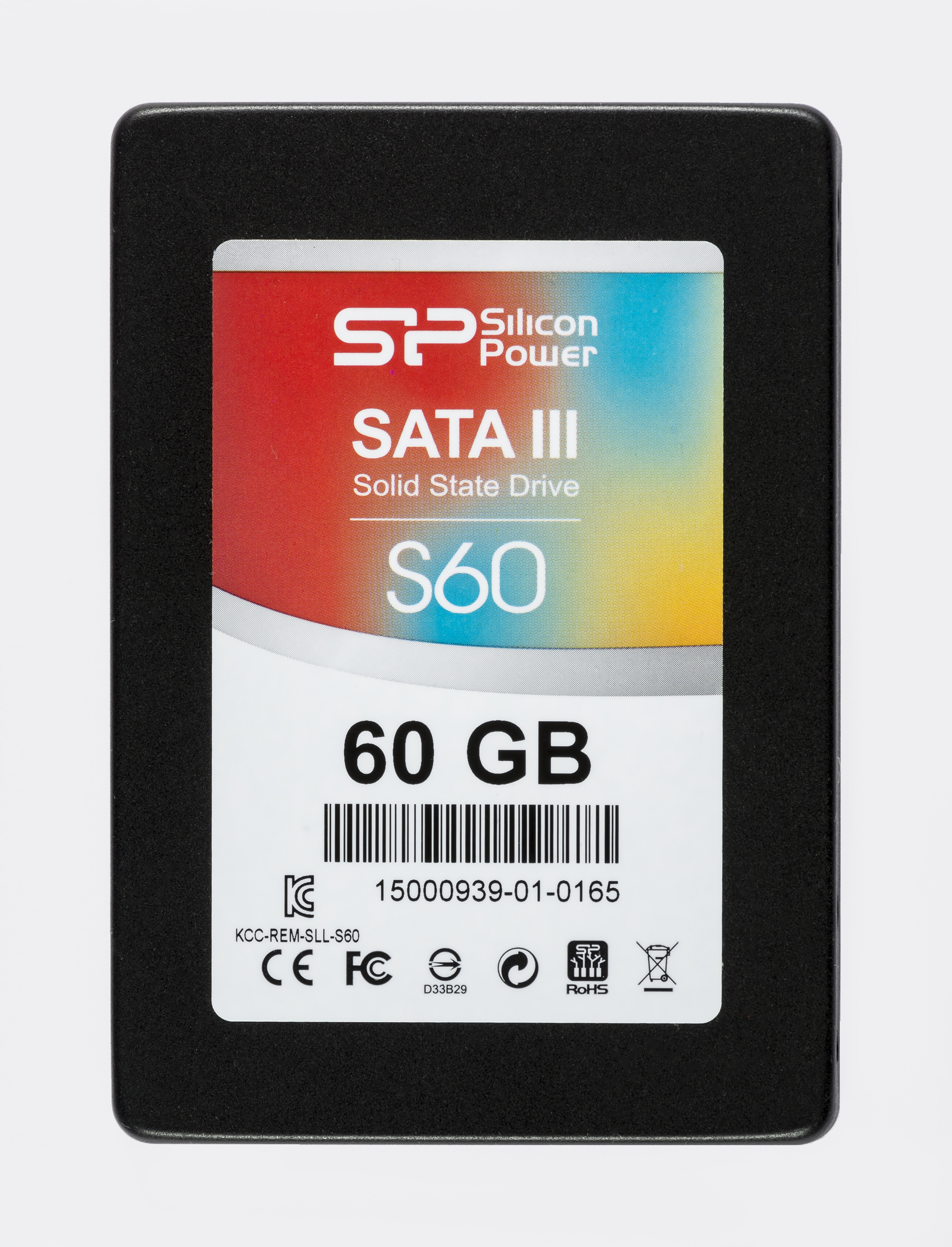
2015 실리콘 파워 SSD 60 GB (02)

실리콘 파워는 중화민국 타이베이시 내호구에 본사를 두고 있으며, 2003년에 설립되었다. 실리콘 파워는 디지털 메모리를 생산한다.

## 기업 정보
실리콘 파워는 중화민국, 일본, 네덜란드, 발칸반도, 러시아, 중화인민공화국, 인도, 미국에 사무실을 두고 있으며, 중화민국에 제조 시설을, 중화민국과 네덜란드에 물류 시설을 두고 있다. 2012년에 실리콘 파워는 타이베이 거래소에 상장되었다.
2010년 커먼 웰스 매거진(Common Wealth Magazine)의 조사에서 실리콘 파워는 중화민국에서 가장 빠르게 성장하는 제조업체 상위 1,000개 중 11위를 차지했으며, 반도체 산업에서는 1위를 차지했다.

## 역사
실리콘 파워는 2003년 중화민국 타이베이시 내호구에 설립되었다. 2004년부터 2008년 사이에 네덜란드와 일본에 지사가 설립되었다.

## 같이 보기
- 대만의 기업 목록